# الرعاية الصباحية
الرعاية الصباحية هي اسم الرعاية التي تؤديها الممرضة للمرضى في الصباح. وهذه الرعاية تشمل أنشطة مثل تنظيف أسنان المرضى ومساعدتهم على الاستحمام وقياس درجة حرارتهم وفحص الأجهزة وتجديد أكياس المعالجة الوريدية. ووصل الممرضة لإجراء الرعاية الصباحية قد يكون مصدراً للأمل أو الرهبة، وذلك اعتماداً على الحالة المرضية للمرضى.
فهي تساعد على تجديد نشاط المرضى وتوفير الراحة العامة.
ويمكن أيضاً تسميتها واستخدامها عادة في المستشفيات الخاصة أو المرافق التي تقدم الرعاية للمسنين. وتُعرف معظم واجبات الرعاية الصباحية أيضًا بأنشطة الحياة اليومية (ADL's) وتتم تأديتها في أغلب الأحيان من قِبل عمال الدعم الشخصي (PSW's) ويتم تقديمها قبل وجبة الفطور. وتتضمن هذه الواجبات:
- رعاية الفم (تنظيف الأسنان بالفرشاة/رعاية الأسنان)
- الاستحمام
- غسل الوجه
- ارتداء الملابس
- تمشيط الشعر